# Kopalnie króla Salomona (film 1937)
Kopalnie króla Salomona (ang King Solomon's Mines) – brytyjski film z 1937 w reżyserii Roberta Stevensona.

## Obsada
- Paul Robeson jako Umbopa
- Cedric Hardwicke jako Allan Quartermain
- Roland Young jako komandor John Good
- John Loder jako Sir Henry Curtis
- Anna Lee jako Kathy O'Brien
- Arthur Sinclair jako Patsy O'Brien
- Robert Adams jako Twala
- Arthur Goullet jako Sylvestra Getto
- Ecce Homo Toto jako Infadoos
- Makubalo Hlubi jako Kapse
- Mjujwa jako Scragga
- Sydney Fairbrother jako Gagool (niewymieniona w czołówce)
- Frederick Leister jako kupiec diamentów (niewymieniony w czołówce)